# SNCASO SO.1221 Djinn
Pour l’article homonyme, voir Djinn (homonymie).
Le Djinn est un hélicoptère français biplace d'observation et de liaison. Il présente la caractéristique de fonctionner sur le principe du rotor entraîné par éjection de gaz, comprimés par la turbine génératrice de gaz Palouste, injectés au niveau du moyeu rotor et canalisés jusqu'à l'extrémité des pales. L'absence de réaction au niveau du couplage moteur-rotor permet de faire l'économie d'un rotor anticouple. La totalité de la puissance est donc utilisée en portance.

## Description

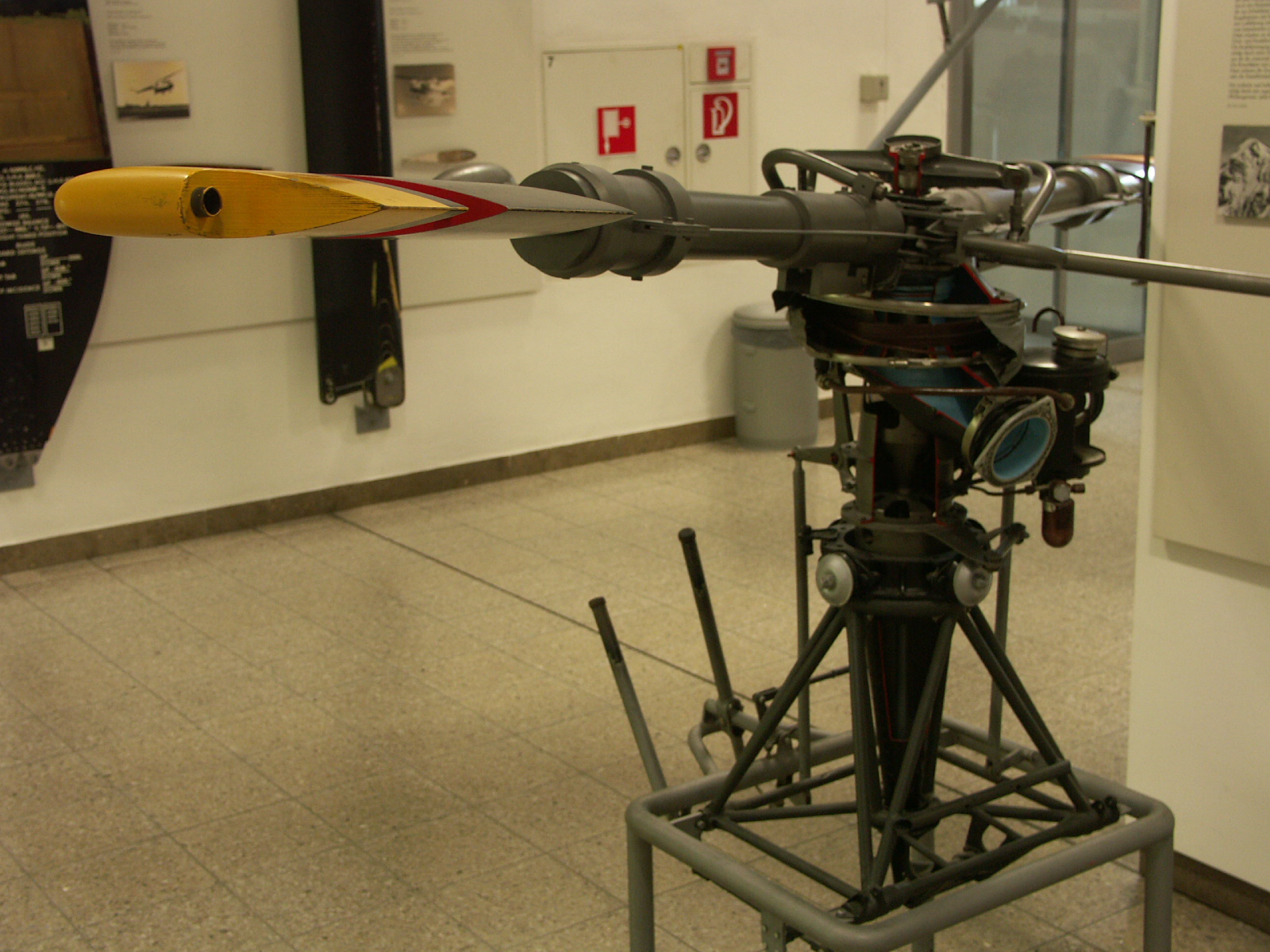
Le principe du rotor du Djinn exposé au Deutsches Museum à Munich : en bleu : l'arrivée des gaz de la turbine dans le moyeu du rotor ; en jaune, l'extrémité de pale avec la buse d'éjection des gaz.

Le principe d'éjection d'air par l'extrémité des pales avait fait l'objet de brevets lors de la conception du gyroptère en 1911 et d'un autre déposé par Raoul Pateras Pescara en Espagne en février 1920. Il a été mis au point tout d'abord sur le WNF 342 en Allemagne par Friedrich von Doblhoff et Theodor Laufer en 1943. Laufer avait rejoint la SNCASO après la guerre et participé au développement des hélicoptères SO.1100 Ariel et SO.1221 Djinn. Laufer retourne ensuite en Allemagne travailler chez Dornier pour y développer le Dornier Do 32 qui fonctionnait selon le même principe.
Il effectua son premier vol en version monoplace le 2 janvier 1953 et en version biplace le 16 décembre 1953[réf. nécessaire] et est construit en 178 exemplaires. Le Djinn a battu le record du monde d'altitude des hélicoptères de moins de 500 kg avec 4 789 mètres.
À côté des utilisations militaires, le Djinn a eu des applications agricoles (avec une rampe de pulvérisation) ainsi qu'une utilisation aéronavale à bord du paquebot mixte Gallieni des Messageries maritimes, notamment pour le ravitaillement des îles Kerguelen.
À la fin du XXe siècle, il en existait encore une demi-douzaine en état de voler.

## Utilisateurs militaires
- France, Armée de l'air et Armée de terre : 100
- Allemagne, Heer (Heeresflieger) : 8 pour évaluation
- Suisse, Forces aériennes suisses :  4 (V-21 à V-24) pour l'École de pilotage et l'entraînement à l'autorotation, en service de 1958 à 1963 car retournés au constructeur pour cause de problèmes de pales du rotor[4]